# Nitraatzalf
Isosorbidedinitraatzalf is in Nederlandse apotheken ontwikkeld om te gebruiken bij kleine scheurtjes rond de anus. Isosorbidedinitraat doet de bloedvaten verwijden. De druk rond de anus vermindert en de bloedvoorziening op de plaats van het scheurtje (anuskloofje) verbetert, waardoor herstel kan optreden.
Eerdere voorschriften gebruikten ook wel nitroglycerine als basis maar deze stof bleek te instabiel in deze farmaceutische toepassing.
Inmiddels is de formulering zoals eerst opgesteld door het Formularium Nederlandse Apothekers (FNA) in Nederland in de handel gekomen als geregistreerd geneesmiddel. Het betreft de 1% isosorbidedinitraat-vaselinecrème FNA.
Deze plaatselijk toe te passen zalf mag in Nederland alleen op recept worden afgeleverd. Er zijn een aantal contra-indicaties, onder andere de combinatie met sildenafil. De belangrijkste bijwerking is hoofdpijn.